# Gorenje Grčevje
Gorenje Grčevje – wieś w Słowenii, w gminie miejskiej Novo mesto. W 2018 roku liczyła 12 mieszkańców. 